# پدرو خوزه لورنزو
پدرو خوزه لورنزو (انگلیسی: Pedro José Lorenzo؛ زادهٔ ۱۹ نوامبر ۱۹۶۷) بازیکن سابق فوتبال اهل اسپانیا است که در پست هافبک دفاعی بازی می‌کرد.